# Altenbuch
Altenbuch település Németországban, azon belül Bajorországban. Lakosainak száma 1261 fő (2023. december 31.). Altenbuch Rohrbrunner Forst, Eschau, Stadtprozelten, Faulbach, Hasloch, Schollbrunn és Bischbrunn községekkel határos.

## Népesség
A település népessége az elmúlt években az alábbi módon változott:
| Lakosok száma | 954  | 1175 | 1224 | 1273 | 1268 | 1242 | 1237 | 1225 | 1250 | 1261 |
|               | 1950 | 1975 | 1987 | 2012 | 2013 | 2015 | 2016 | 2019 | 2021 | 2023 |